# عمودمنصف
عمود منصف (به انگلیسی: Bisection) در هندسه، خطی است که بر پاره‌خط عمود می‌شود و آن را به دو نیمهٔ مساوی تقسیم می‌کند.

## ترسیم

ترسیم عمود منصف به وسیلهٔ خط‌کش و پرگار

برای ترسیم عمود منصف یک پاره‌خط به وسیلهٔ خط کش و پرگار، ابتدا طول دلخواهی (طول دلخواه باید از نصف طول پاره‌خط بیشتر باشد. برای اطمینان می‌توان طول خود پاره‌خط را به عنوان طول دلخواه در نظر گرفت) در نظر می‌گیریم. سپس به مرکز A و B، دایره‌هایی به همان طول رسم می‌کنیم. در نهایت خطی که محل تقاطع دو کمان را به هم متصل می‌کند را رسم می‌کنیم. این خط همان عمود منصف پاره‌خط است.